# Jedi Mind Tricks
Jedi Mind Tricks är en hiphop-grupp från Philadelphia, USA. Gruppen består av high school-vännerna Vinnie Paz (Vincenzo Luvineri) som rappare och Stoupe the Enemy of Mankind (K. Z. Baldwin) som musikproducent och DJ. Gruppen är känd för Stoupes unika produktioner och Vinnies vassa - inte alltför sällan stötande och kontroversiella - texter, men även för en lång lista med samarbeten med både regionala underground-artister och kända rapveteraner, såsom Kool G Rap, Heltah Skeltah, Ras Kass, Canibus, Killah Priest, och GZA. Till deras andra album Violent by Design från 2000 fanns även Jus Allah med i gruppen, men efter diverse dispyter mellan medlemmarna lämnade han gruppen redan efter en skiva. Han fanns dock återigen med på kollektivet Army of the Pharaohs senaste skiva, och medverkade igen som fullvärdig medlem på senaste skivan A History of Violence, släppt i slutet av 2008.

## Diskografi
- The Psycho-Social, Chemical, Biological & Electro-Magnetic Manipulation of Human Consciousness (1997) (återutgiven med bonusspår 2003)
- Violent By Design (2000) (återutgiven som en deluxe-utgåva med bonusspår och DVD 2004)
- Visions of Gandhi (2003)
- Legacy of Blood  (2004)
- Servant in Heaven, Kings in Hell (2006)
- A History of Violence (2008)
- Season of the Assassin (2010)
- Violence Begets Violence (2011)
- The Thief and the Fallen (2015)
- The Bridge and the Abyss (2018)